# منوبة (تونس)

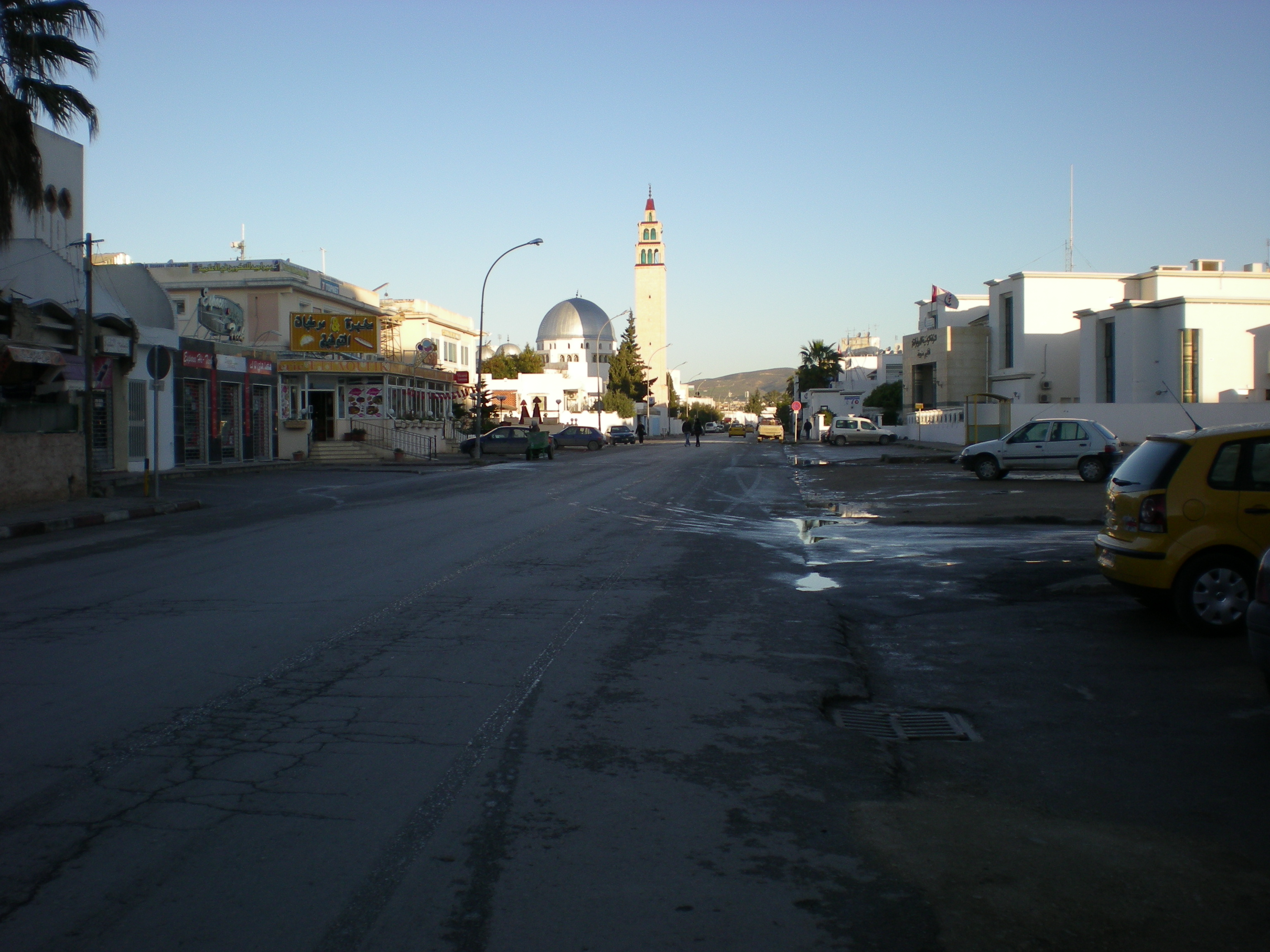
صورة لوسط المدينة

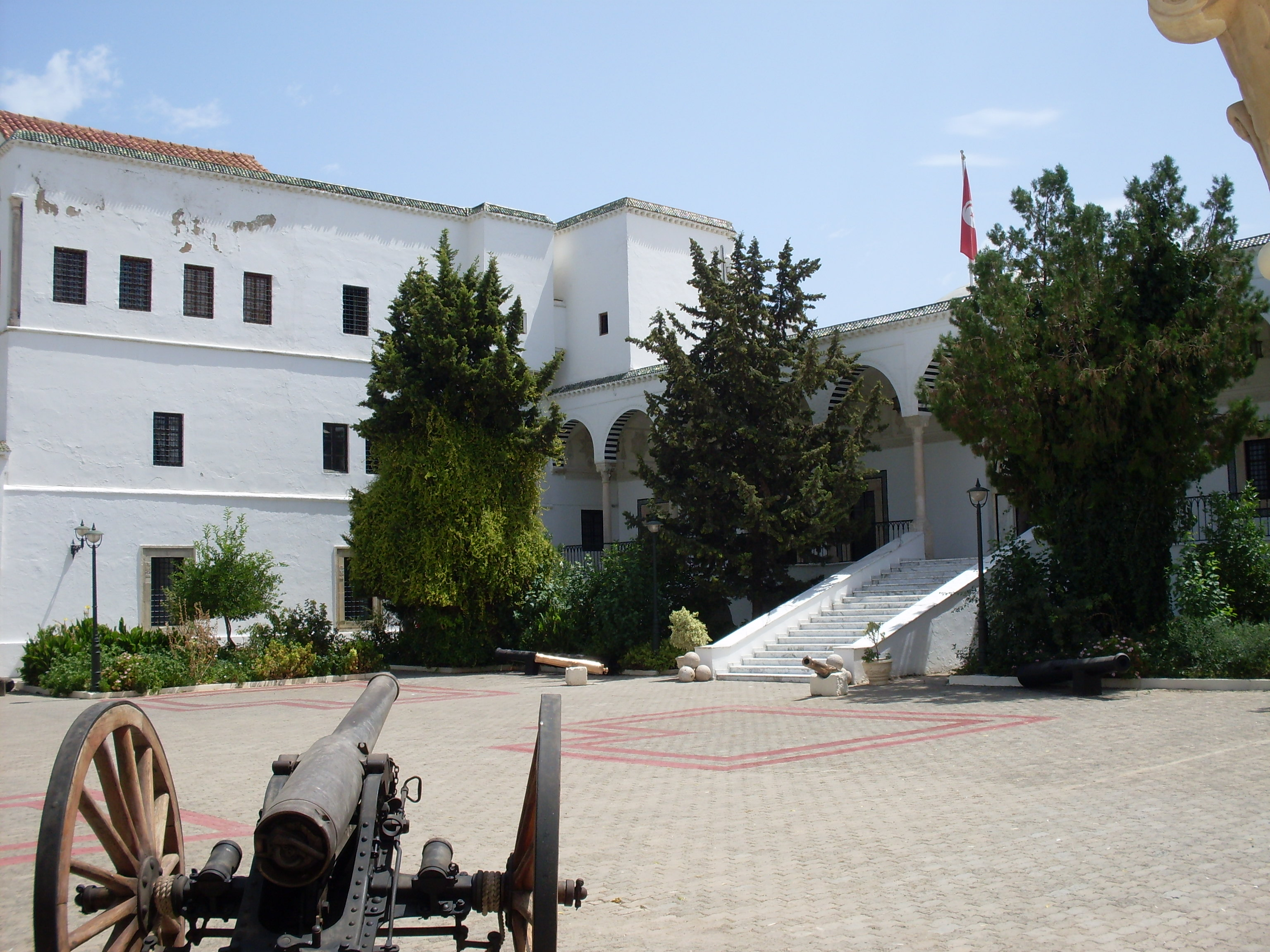
قصر الوردة المتحف العسكري الوطني - منوبة

منوبة إحدى مدن الجمهورية التونسية، تقع في معتمدية منوبة من ولاية منوبة.

## أعلام
- عبد الرؤوف العيادي
- عائشة المنوبية
- غيلان الشعلالي
- لطيفة
- صالح فرحات

### مواضيع ذات علاقة
- ولاية منوبة.